# Edson Partida
Edson Partida (Tala, Jalisco; 13 de diciembre de 1997) es un futbolista mexicano que juega como medio ofensivo en el Atlante Fútbol Club de la Liga de Expansión MX.

## Inicios
Saldría de las fuerzas básicas de Jaguares de Chiapas en el año 2014 donde jugaría solo en la sub-17 del equipo, iría después a dos equipos de tercera división los cuales serían el Colula FC y Buscando un Campeón.

### Deportivo Toluca Fútbol Club
En 2016 llegaría al conjunto choricero en donde solo debutaría en Copa MX frente a los Lobos BUAP de la fase de grupos de la Jornada 3.
Después de haber debutado en copa, no sería más convocado y se le mandaría a las fuerzas básicas.

### El Paso Locomotive FC
En 2019 llega al equipo estadounidense de la USL Championship en calidad de préstamo, estando todo el año en el equipo.

### Inter Playa del Carmen
Para el año 2020 llega al equipo Turquesa de igual manera llegaría en calidad de préstamo.

### Atlante Fútbol Club
Llegaría al equipo atlantista para la recién creada Liga de Expansión MX en donde debutaría en el partido de la Jornada 3 del Torneo Guard1anes 2020 frente a los Leones Negros de la UdeG.
Haría el primer gol del Atlante en el que sería su nuevo estadio el Ciudad de los Deportes.

### Club Necaxa
El 21 de noviembre de 2022 llega al equipo del Necaxa, en calidad de préstamo donde estaría solo 6 meses y no lograría debutar en el primer equipo, después sería mandado al equipo sub-23.

### Atlante Fútbol Club: Segunda Etapa
Volvería para el Apertura 2023, en donde sería más constante y empezaría a anotar algunos goles.

## Palmarés

### Campeonatos nacionales
| Título                                   | Club    | Año  |
| ---------------------------------------- | ------- | ---- |
| Liga de Expansión MX                     | Atlante | 2021 |
| Liga de Expansión MX                     | Atlante | 2022 |
| Liga de Expansión MX                     | Atlante | 2024 |
| Campeón de Campeones (Liga de Expansión) | Atlante | 2022 |